# 河南兰考寄养所火灾事件
河南兰考寄养所火灾事件，是指2013年1月4日发生在河南省兰考县的一个孤儿收养家庭起火事件，家庭主人为袁厉害。事件导致七人丧生、一人受伤。此案因为涉及到当地民政部门不作为而广受民众批评和关注。

## 背景
早在十多年前，在医院当勤杂工的袁厉害经常帮家属处理死婴，后来她多次遇见一些父母将有缺陷的孩子当成死婴丢弃，因不忍埋掉，她带回家收养。她因此逐渐地将收养孩子作为自己的日常任务，截至2011年，已收养弃婴孤儿100多人。她曾对媒体表示，她想办一个孤儿院。因为财务困难，她在兰考县人民医院附近摆小摊，只能保障孩子们最低生活条件。
2010年，当地义工组织举报袁厉害，称其把一些心脏和兔唇修补手术成功的弃婴，卖给别人牟利。也有人开始质疑她利用孩子骗取低保。她对此表示摆摊养活不了这么多孩子，承认通过交易已经恢复健康的孩子“送给”其他家庭，目的是维系其他弃婴的基本生活。在接受记者采访时，袁厉害表示，（如果是以自己牟利为目的的）卖小孩，逮住了把我枪毙，如果谁能把小孩养这样好，低保就给质疑者。

## 经过
2013年1月4日8时42分，兰考县消防大队接到报警，该县县城城北关袁厉害家的二层楼房发生起火，当时消防车由于巷子过窄，只得停在巷子口抢救。该事故共造成7死1伤。死亡人员中，1名为患先天性小儿麻痹的20岁左右男性青年；6名为5岁以下儿童，其中男童4名，女童2名。受伤人员为患先天性小儿麻痹的10岁男孩。当时袁厉害正在送孩子们上学的途中，因此和这几个孩子逃过一劫。
经调查认定，儿童玩火导致了火灾的发生。

## 事故死伤人员名单
| 姓名   | 年龄  | 状况     | 所患疾病       |
| ------ | ----- | -------- | -------------- |
| 五孩   | 20岁  | 死亡     | 先天性小儿麻痹 |
| 小雨   | 5岁   | 死亡     |                |
| 扎根   | 4岁   | 死亡     |                |
| 傻妮   | 3岁   | 死亡     |                |
| 小哑巴 | 2岁   | 死亡     |                |
| 男婴   | 1岁   | 死亡     |                |
| 男婴   | 7个月 | 死亡     |                |
| 小十   | 10岁  | 重伤抢救 | 先天性小儿麻痹 |

## 争议与影响
此次火灾事件引发了民众和专家的大量参与。当地民政局则出面表示称袁厉害并不具备收养资格，更有人称其举动疑拢钱骗低保。有民众主张此事反映当地政府不作为失职，当地政府则称“兰考没有福利院，临近的开封又拒绝收留外地弃婴”、“未救助孤儿因无强制执法权”。
了解袁厉害的邻居和亲友都为她鸣不平，称其做好事还要遭受污蔑和责难；许多网友也积极支持袁厉害，批评政府机构不作为。

### 政府回应
事件发生后，国家民政部和河南省民政厅均下发通知，要求各地相关部门开展检查、规范民间收留孤儿弃婴行为的工作，加强孤儿弃婴较为集中的社会福利机构的安全管理。
兰考县六名官员已被停职检查，名单如下：
- 杨佩民，民政局局长
- 李美姣，民政局党组副书记
- 冯俊杰，民政局副主任科员、社救股股长
- 金卫东，兰考县城关镇党委副书记、镇长
- 张建议，城关镇党委委员、副镇长
- 耿彩虹，城关镇民政所所长

### 中共官方媒体
2013年2月4日，中共官方媒体人民出版社下辖的《人物》杂志对此事调查，记者魏玲、习宜豪并声称“预估”袁厉害及其家人在当地和外地购置二十余处房产，从而企图转移民众视线到类似翟振锋家族腐败案（房妹案）、龚爱爱腐败案（房姐案）中。次日，袁厉害女婿斥媒体报道不实，称愿公开财产。根据2014年3月播出的《南都深呼吸》透露，事后记者曾经发短信恳求袁厉害的谅解。。